# Flybondi
Flybondi (auch flybondi oder flybondi.com) ist eine argentinische Billigfluggesellschaft mit Sitz in Buenos Aires. Der Erstflug fand am 26. Januar 2018 von Córdoba nach Puerto Iguazú statt.

## Geschichte
Flybondi wurde im Jahr 2016 von Julian Cook und dem Unternehmer Gastón Parisier gegründet. Dies geschah hauptsächlich vor dem Hintergrund einer Ankündigung der argentinischen Regierung, den bislang staatlich regulierten Luftverkehr für neue Anbieter zu öffnen.
Das erste Flugzeug in den Farben der Flybondi, eine geleaste Boeing 737-800, wurde der Öffentlichkeit am 5. Dezember 2017 vorgestellt. Bis April 2018 soll die Flotte um drei weitere Boeing 737 ergänzt werden und Ende 2018 zehn Flugzeuge umfassen.
Für ihre Basis am Militärflughafen El Palomar nahe Buenos Aires erhielt die Gesellschaft eine Betriebskonzession über eine Laufzeit von 15 Jahren und wird dort 30 Mio. US-Dollar in die Infrastruktur investieren. Unter anderem plant Flybondi, ein eigenes Terminal zu bauen. Zudem soll der Flughafen eine Zuganbindung erhalten.
Die Fluggesellschaft will nach eigenen Angaben bis 2021 über eine Flotte von 28 Flugzeugen verfügen und 8 Mio. Passagiere im Jahr transportieren.

## Flugziele
Die Fluggesellschaft bietet vorerst ab ihrem zweiten Drehkreuz in Córdoba sowie ab Mendoza Strecken nach Bariloche und Puerto Iguazú an.
Inzwischen bietet Flybondi auch Flüge ab dem Militärflughafen El Palomar an. Insgesamt fliegen sie 13 nationalen Ziele und mit Punta del Este einen Flughafen in dem Nachbarland Uruguay an.

## Flotte
Mit Stand April 2025 besteht die Flotte der Flybondi aus 15 Flugzeugen mit einem Durchschnittsalter von 16,7 Jahren:
| Flugzeugtyp    | aktiv | bestellt | Anmerkungen                             | Sitzplätze | Durchschnittsalter |
| -------------- | ----- | -------- | --------------------------------------- | ---------- | ------------------ |
| Boeing 737-800 | 15    |          | mit Winglets ausgestattet; vier inaktiv | 189        | 16,7 Jahre         |
| Gesamt         | 15    | -        |                                         |            | 16,7 Jahre         |

## Unfälle und Zwischenfälle
Flybondi hatte bereits im ersten Betriebsjahr (2018) mehr als 800 Zwischenfälle.
- Am 22. Januar 2018, nur wenige Tage vor Beginn des regulären Flugbetriebes von Flybondi, konnte eine Boeing 737-800 ihren Werbeflug, der Firmenpersonal, Freunde und Familie umfasste, nicht beenden. Der Flug startete um 11:23 Uhr vom Flughafen Cordoba, musste aber aufgrund Triebwerksproblemen um 11:35 Uhr zurückkehren und landen.
- Am 16. Juli 2018 erlitt der Flug FO5433, der von Iguazu nach Cordoba abfliegen sollte, erhebliche Schäden, nachdem der Rumpf während des Starts die Startbahn berührte. Beschädigt wurden Heck, Nase und Fahrwerk des Flugzeugs.
- Am 17. November 2018 erlitt ein Flugzeug von Flybondi einen Druckausfall und musste in weniger als fünf Minuten von etwa 7600 m Höhe auf etwa 3000 m absinken.